# Орос, Паль
Паль Орос (венг. Pal Orosz; 25 января 1934, Сентеш, Венгрия — 12 мая 2014) — венгерский футболист, бронзовый призёр Олимпийских игр в Риме (1960).

## Спортивная карьера
В возрасте 14 лет стал выступать за юниоров клуба MAV (Сентеш), затем — до 1952 г. играл за местный MTE. Один сезон провел в составе «Сегеда», а затем в течение 15 сезонов защищал цвета «Ференцвароша», в составе которого добился следующих достижений:
- дважды становился чемпионом Венгрии (1962/63, 1964),
- трижды — серебряным призёром (1959/60, 1965, 1966),
- пять раз — обладателем бронзовых наград (1954, 1955, 1957/58, 1961/62, 1963) национального первенства,
- финалист Кубка Венгрии (1966).

В сезоне 1962/63 был полуфиналистом, а в 1964/65 — победителем Кубка ярмарок УЕФА.
На летних Олимпийских играх в Риме (1960) в составе сборной Венгрии завоевал бронзу, проведя шесть игр, в которых забил два гола. Через четыре года был участником Олимпиады в Токио (1964), но золотую медаль не получил, являясь запасным.
В 1963 г. окончил техникум физической культуры. По завершении игровой карьеры работал учителем физкультуры в средней школе (1968—1970), с 1973 г. — в техникуме физической культуры, научным сотрудником и доцентом. В 1979 г. получил докторскую степень. С 1987 г. — университетским профессором факультета спортивных игр, с 1989 г. — научным сотрудником.
В 1968—1970 гг. был менеджером «Ференцвароша», в 1970—1973 и 1979—1982 гг. тренировал марокканские клубы «Дифаа» (Эль-Джадида) и «Раджа» Касабланка соответственно.